# Emydops
Emydops is een geslacht van uitgestorven dicynodonte therapsiden uit het Perm van Zuid-Afrika. 

## Naamgeving
Emydops werd benoemd door de Zuid-Afrikaanse paleontoloog Robert Broom in 1912 toen hij de typesoort Emydops minor beschreef. De geslachtsnaam betekent 'schildpadgezicht'. De soortaanduiding betekent 'de kleinere'. Het holotype is AMNH 5525, een schedel.
In de daaropvolgende jaren groeide het geslacht uit tot dertien soorten; Broom was sterk geneigd ieder goed nieuw fossiel een soort toe te kennen. Zo ontstonden onder andere Emydops longiceps, Emydops platyceps en verder soorten die eerst werden ondergebracht in een apart geslacht Emydopsis. Veel van deze soorten zijn opgericht op basis van verschillen in de tanden en de positionering van de frontale en pariëtale botten. Een studie uit 2008 bracht Emydops terug tot twee soorten, Emydops arctatus (voor het eerst beschreven door de Engelse paleontoloog Richard Owen als Kistecephalus arctatus in 1876) en de nieuw beschreven Emydops oweni. E. arctatus is de combinatio nova van de typesoort en heeft als holotype BMNH R1690. E.oweni Fröbisch & Reisz, 2008 eert Richard Owen, en heeft als holotype SAM-PK-3721.

## Beschrijving
Beide soorten Emydops zijn klein. De schedel van Emydops was vijf centimeter lang. Slagtanden zijn aanwezig in de meeste schedels, maar sommige missen ze. De oogkassen zijn ver naar voren in de schedel geplaatst en zijn iets naar voren en naar boven gericht. Een groot gebied op de onderkaak, het laterale tandplateau genaamd, is een ander onderscheidend kenmerk van het geslacht. De slaap achter de ogen is groot en de achterkant van de schedel is breed en vierkant van vorm. Het holotype-exemplaar van Emydops oweni is ongebruikelijk omdat het twee paar slagtanden heeft. 

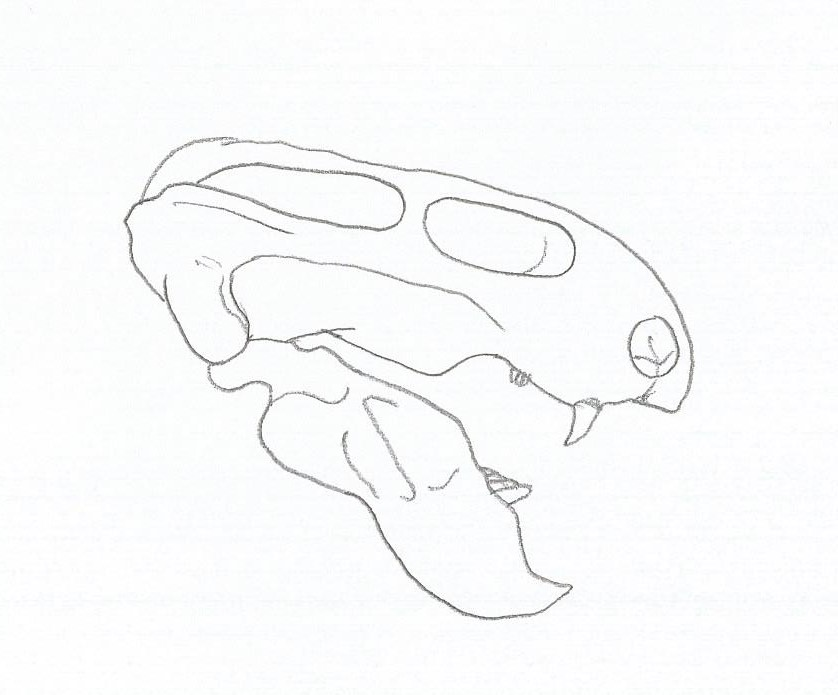
De schedel

Het tweede paar slagtanden wordt bij geen enkele andere dicynodont gezien en is een kenmerk dat uniek is voor het exemplaar. De extra slagtanden worden als een pathologisch kenmerk beschouwd; men denkt dat ze het resultaat zijn van een mutatie in het individu en worden niet beschouwd als een bepalend kenmerk van de soort.